# På himlens skyar
På himlens skyar är en psalm med text och musik från 1930 av Sven Manfred Linder.

## Publicerad i
- Segertoner 1930 som nr 388.
- Segertoner 1988 som nr 657 under rubriken "Jesu återkomst".[1]